# Antonio García-Bellido
Antonio García-Bellido y García de Diego (Madrid, 30 de abril de 1936) es un científico español especializado en la investigación de las bases genéticas del desarrollo y de la diferenciación celular molecular.

## Biografía
Nació el 30 de abril de 1936 en Madrid. Hijo del historiador y arqueólogo Antonio García y Bellido y nieto (por parte materna) del filólogo Vicente García de Diego. Estudió Ciencias Biológicas en la Universidad Complutense de Madrid, licenciándose en 1958 y entrando a formar parte en ese momento del Consejo Superior de Investigaciones Científicas gracias a una beca. En 1962 se doctoró en ciencias por dicha universidad con la tesis doctoral: "Fenogenética del locus "furrowed (fw) de Drosophila melanogaster". Amplió sus estudios en la Universidad de Cambridge, en la de Zúrich, y en el Instituto Tecnológico de California.
Profesor de Investigación del CSIC desde 1974. Es Miembro Fundador del Centro de Biología Molecular Severo Ochoa y dirigió durante 32 años el Laboratorio de Genética del desarrollo en el mismo Centro. Ocupó los cargos de director del Instituto de Genética y del Centro de Biología Molecular Severo Ochoa. Gran amigo de Severo Ochoa, es uno de los científicos españoles más reconocidos internacionalmente, responsable de trabajos de gran importancia en el campo de la genética del desarrollo y de la diferenciación celular, abordando el problema de explicar la paradoja de que a partir de una sola célula se formen otras células en sucesivas divisiones que se diferencian en su configuración y en su función. Estas células se agrupan posteriormente en estructuras muy precisas, dando lugar a los diferentes tejidos y órganos. Su trabajo ha abierto el camino para llegar a comprender el mecanismo genético de la diferenciación y morfogénesis de los seres vivos. Ha sido profesor invitado en numerosas Universidades y ha dado centenares de conferencias en todo el mundo. La formación académica del Profesor Antonio García-Bellido con los profesores V.B. Wigglesworth (Cambridge, G.B.), Ernst Hadorn (Zürich, Suiza), A.H. Sturtevant y Edward B. Lewis (CalTech, USA) le proporcionó las bases conceptuales para llevar a cabo análisis fisiológicos, genéticos y de desarrollo de la Morfogénesis, su campo de interés. Es el único español miembro de la Pontificia Academia de las Ciencias.
Ha dirigido 22 Tesis Doctorales y tiene 165 publicaciones entre revistas especializadas y libros.

## Obra
Es considerado el "Padre de la escuela española de Biología del desarrollo". El trabajo del Profesor Antonio García-Bellido ha sido pionero y preeminente en la exploración de una noción "apogenética" del Desarrollo: el genoma, activo en las células individuales, determina un específico comportamiento celular y éste, a su vez, la organización de esas células en sistemas supracelulares, patrones, forma y tamaño de los órganos. Ha trabajado siempre con un insecto díptero, la mosca de la fruta o mosca del vinagre Drosophila melanogaster, un organismo sencillo y manejable en el laboratorio de cuyo estudio se han derivado numerosas enseñanzas que son válidas para la comprensión de la biología de otras especies, incluida la humana.
La riqueza en nuevas ideas aportadas por el Profesor Antonio García-Bellido en el campo de la Biología del desarrollo está en relación con los sobresalientes resultados experimentales de sus estudios sobre las bases genéticas del reconocimiento celular (1966-69); mosaicos genéticos y mapas blastodérmicos (1968); análisis clonal de sistemas en desarrollo (1968-73); el descubrimiento de los "compartimentos" publicado en 1973 en la Revista "Nature New Biology, 245: 251-253". Este trabajo fue defendido en 1975 por el Premio Nobel, Francis Crick y por el actual Premio Príncipe de Asturias, Peter Lawrence en la Revista "Science 189: 340-347"; la teoría de los genes selectores (1981); genética de células somáticas (1970-76); transregulación genética y syntagmas en los complejos bithorax y achaete-scute (1973-82); interacciones celulares en morfogénesis (1984- ). Patrón de venación y control de proliferación celular (1989- ). Control genético y celular del tamaño y forma en el ala (1985- ).

## Legado
Sus ideas y nuevos enfoques al problema del Desarrollo han sido seguidos y continuados por numerosos investigadores en todo el mundo, sobre todo en Europa y Estados Unidos, incitando similares estudios de investigación en otros grupos animales, como mamíferos, y plantas. El florecimiento actual de la Genética Molecular del Desarrollo en Drosophila melanogaster se debe, en gran medida, al importante trabajo del Profesor Antonio García-Bellido, que ya se cita y explica incluso en libros de texto (p. ej. "Genetics" de Strickberger, "Molecular Biology of the Cell" B. Alberts et al.). Una de sus publicaciones -La teoría de los compartimentos- (que le hicieron candidato al Premio Nobel en 1979), ha sido calificada como "cita clásica" por el Current Contents y comentada y alabada por muchos colegas en trabajos de investigación, artículos de revisión y dedicatorias de libros.

## Reconocimientos y puestos académicos

### Premios
- Premio Príncipe de Asturias de Investigación Científica y Técnica (España), 1984
- Prix Charles-Léopold-Mayer Académie des Sciences. Francia, 1986
- Premio a la invención de la Fundación García Cabrerizo, 1989
- XXI Premio Lección Conmemorativa Jiménez Díaz. Fundación Conchita Rábago 1989.
- Premio Nacional de Investigación Santiago Ramón y Cajal. España, 1995
- Cátedra "Severo Ochoa" en Biología, 1996
- Premio de Investigación de la Comunidad Autónoma de Madrid, 1998
- Medalla de los Premios de Investigación "Rey Jaime I". Valencia, 1998
- Encomienda con Placa de la Orden de Alfonso X el Sabio, 2005
- Premio México de Ciencia y Tecnología, 2006
- Premio Nacional de Genética. Modalidad: Básica. Otorgado por la Sociedad Española de Genética (SEG), 2009
- "Lifetime Achievement Award" de la Society for Developmental Biology (SBD), 2012

### Presidencias
- Presidente de honor de la Sociedad Española de Biología del Desarrollo (SEBD).
- Presidente del Consejo Científico del Centre de Gènetique Molèculaire del CNRS.París), 1989-93).
- Presidente del V International Congress on Cell Biology. Madrid, julio de 1992.
- Presidente electo de la European Developmental Biology Organization (EDBO), (1999 -..).

### Academias
- Académico supernumerario Real Academia de Ciencias Exactas, Físicas y Naturales. Medalla N.º 7. España, 1984.
- Miembro extranjero American Academy of Arts and Sciences (Estados Unidos), 1985.
- Miembro extranjero de la Royal Society of London, 1986.
- Miembro extranjero de la National Academy of Sciences, Estados Unidos (Washington), 1987.
- Miembro fundador de la Academia Europea, 1988.
- Miembro extranjero de la Real Academia de Ciencias Francesa, 1995.
- Miembro de la Pontifical Academy of Science, Ciudad del Vaticano, 2003.
- Miembro de la European Academy of Sciences (EAS). 2004.

### Doctorhonoris causa
- Doctor honoris causa por la Academia de Ciencias de la URSS. (Moscú), 1990.
- Doctor honoris causa por la Universidad de La Coruña, 1996. Discurso de Investidura: "Alelos o Genes"
- Doctor honoris causa por la Universidad de Barcelona, 1996. Discurso de Investidura: "Complejidad y Diversidad en el mundo orgánico".
- Doctor honoris causa por la Universidad de Oviedo, 1997. Discurso de Investidura: "Los cambios de perspectiva en la Biología del desarrollo"
- Doctor honoris causa por la Universidad de Salamanca, 1998. Discurso de Investidura: "Los dualismos en Biología"
- Doctor honoris causa por la Universidad Miguel Hernández de Elche, Alicante, 2001. Discurso de Investidura: "Entender en Biología".
- Doctor honoris causa por la Universidad de Málaga, 2015. Discurso de Investidura: "Determinismo o contingencia en Biología".

### Sociedades
- Miembro electo de la European Molecular Biology Organization (EMBO), 1975.
- Miembro electo de la International Cell Research Organization (ICRO), 1978.
- Miembro electo del Consejo Científico de la EMBO, 1988.
- Miembro electo del Human Genome Organization, (Ginebra, Suiza), 1989.
- Miembro honorario de la Sociedad Española Interdisciplinar de Criobiología. (Oviedo), 1992.
- Miembro honorario de la Sociedad Española de Biología Celular. España, 1992.
- Miembro de la InterAmerican Medical and Health Association. (USA), 1993.
- Miembro de la Asamblea Europea de las Ciencias y la Tecnología. Bruxelles, 1994.
- Miembro de honor de la Sociedad Española de Genética. España, 1995.
- Miembro electo del Neuroscience Institute. USA, 2001.
- Miembro honorario de la Sociedad Española de Biología Evolutiva, 2005.
- Miembro honorario de la Vavilov Society of Russian Geneticists, 2006.
- Miembro del Colegio Libre de Eméritos, 2014.

### Puestos como consejero
- Miembro vitalicio como Patrono Fundador de la Fundación Severo Ochoa (FSO).
- Consejero científico de la Fundación CIBA (Londres) (1976-2000).
- Consejero científico extranjero del Inst. di Biol. Cellulare (CNRS), Roma, (1978 -..).
- Consejero científico del Ministerio del Educación y Ciencia de Francia, (1989-1992).
- Patrono de la Residencia de Estudiantes del CSIC (1990-..).
- Miembro del Comité Ejecutivo de la Fundación Conchita Rábago de Jiménez Díaz.
- Consejero científico del Institute Jacques Monod. Universidad de París, (1991-1993).
- Consejero científico del World Institute of Science (Bélgica, Bruselas), (1991 -.. ).
- Consejero científico de la Fundación Juan March (1992-1996).
- Consejero científico Asesor del Centro Andaluz de Biología del Desarrollo (CABD) (2003-..).

### Lecciones magistrales
- Jenkison Lecturer (Univ. Oxford, U.K), 1981.
- FEBS Lecturer, 1984.
- Steinhaus Lecturer (Univ. Calif. Irvine), 1985.
- Jesup Lecturer (Columbia University), 1987.
- Lección "Novoa Santos" de la Univ. de Santiago de Compostela (España), 1988.
- 12th Adriano Buzzati-Traverso Lecture, (Pavía, ITALIA), 2011.

## Obra

### Publicaciones más relevantes
- García-Bellido, A. (1966). "Pattern reconstruction by dissociated Imaginal Disk cells of Drosophila melanogaster". Developmental Biology, 14: 278-306. (1ª indicación de especificidad celular y de propiedades de reconocimiento de células individuales. Nueva perspectiva del desarrollo: desde la célula hacia el conjunto de células.)
- García-Bellido, A. and Merriam, J.R. (1969). "Cell lineage of the Imaginal Discs in Drosophila Gynandromorphs". Journal Experimental Zoology., 170: 61-76. (Clásico del "mapa de destino del blastodermo". Abre el camino para identificación de focos de acción génica.)
- García-Bellido, A. and Merriam, J.R. (1971). "Parameters of the Wing Imaginal Disc Development of Drosophila melanogaster". Developmental Biology., 24: 61-87. (Primera descripción clonal del desarrollo de un disco imaginal, e identificación de dinámica de proliferación y de restricciones clonales.)
- García-Bellido, A. and Santamaría, P. (1972). "Developmental analysis of the wing disc in the mutant engrailed of Drosophila melanogaster". Genetics 72: 87-104. (Identificación de Engrailed como un gene homeótico - selector.)
- García-Bellido, A., Ripoll, P. and Morata, G. (1973). "Developmental compartmentalization of the wing disk of Drosophila". Nature New Biology, 245: 251-253. (Descubrimiento de compartimentos en el desarrollo animal.)
- García-Bellido, A. (1975). "Genetic control of wing disc development in Drosophila". Cell Patterning. Ciba Foundation Symposium 29, pp. 161-182. Elsevier, Ámsterdam. (Artículo teórico relacionando linajes celulares con genes "activadores "selectores" y "realizadores". Postulado de jerarquías de genes morfogenéticos.)
- García-Bellido, A. (1979). "Genetic analysis of the achaete-scute system of Drosophila melanogaster". Genetics, 91:491-520. (Trabajo básico para el análisis molecular del complejo AS.)
- Botas, J., Moscoso del Prado, J. and García-Bellido, A. (1982). "Gene-dose titration analysis in the search of trans-regulatory genes in Drosophila". The EMBO Journal, 1: 307-310. (Método de búsqueda de genes reguladores: descubrimiento del regulador del AS-C.)
- García-Bellido, A. and de Celis, J.F. (1992). "Developmental Genetics of the venation pattern of Drosophila". Annual Review Genetic, 26:275-302. (Definición de los parámetros genéticos de la morfogénesis del ala: presentación del modelo de Entelequia, como base del control de tamaño y forma de conjunto celulares.)
- Baonza, A. and García-Bellido, A. (2000). "Notch signaling directly controls cell proliferation in the Drosophila wing disc".Proceedings of the National Academy of Sciences. 97: 2609-2614. (El gen Notch codifica para un receptor de señales intercelulares para la diferenciación celular. En este trabajo se descubre su papel sobre proliferación.)
- Baena-López, L.A., Baonza, A. and García-Bellido, A. (2005). "The Orientation of Cell Divisions Determines the Shape of Drosophila Organs".Current Biology. 15: 1640-1644. (Descripción del papel de la orientación de la división celular en la definición de la forma de un órgano.)
- Baena-López, L.A. and García-Bellido, A. (2006). "Control of growth and positional information by the graded vestigial expression pattern in the wing of Drosophila melanogaster".Proceedings of the National Academy of Sciences. 103: 13734-13739. (Descripción de la función del gen Vestigial en el control del crecimiento durante el desarrollo)